# 오가와촌
오가와촌(일본어: 小川村)은 일본 나가노현 가미미노치군의 정이다. 나가노시와 기타아즈미군 하쿠바촌의 거의 중간에 위치하고 그 경관은 "신슈의 자연 100선(경관선)", "신슈 선셋 포인트 100선"으로 선정되었다.

## 지리
나가노현 북서부에 위치한 산촌이다. 촌 북부에는 해발 약 1,000m의 산들이 늘어서 있고 이러한 산에서 발원하는 하천이 오가와촌을 남쪽으로 흘러 시나노강의 지류인 도지리강과 합류한다. 주된 취락은 여러 하천을 따라 분포한다.
촌 북부 해발 약 1,000m의 오도 고원에는 60cm 반사 망원경이 있는 오가와 천문대와 "플라네타륨관" 등의 시설이 있다.

## 역사
- 1889년 4월 1일 - 정촌제 시행으로 이나오카촌과 세토가와촌이 합병해 기타오가와촌이 되었다. 다카후촌과 오네야마촌이 합병해 미나미오가와촌이 되었다.
- 1955년 4월 1일 - 기타오가와촌과 미나미오가와촌이 합병해 오가와촌이 되었다.

## 인구
| 연도 | 인구  | ±%     |
| ---- | ----- | ------ |
| 1940 | 8,846 | —      |
| 1950 | 9,436 | +6.7%  |
| 1960 | 8,283 | −12.2% |
| 1970 | 6,163 | −25.6% |
| 1980 | 5,132 | −16.7% |
| 1990 | 4,133 | −19.5% |
| 2000 | 3,620 | −12.4% |
| 2010 | 3,046 | −15.9% |

## 교통

### 도로
- 국도 406호선(일본어판)